# Kegelmos-associatie
De kegelmos-associatie (Pellio-Conocephaletum) is een associatie uit het verbond van veldkers en bronkruid  (Cardamino-Montion).

## Naamgeving en codering
| Synoniemen                       |
| -------------------------------- |
| Fegatelletum conicae Schade 1924 |

- Syntaxoncode voor Nederland (rVvN): r07Aa03
- BWK-karteringscodes: vc
- Natura2000-habitattypecode: (EU-code): H91E0C

De wetenschappelijke naam Pellio-Conocephaletum is afgeleid van de botanische namen van twee belangrijke taxa van de associatie. Dit zijn plakkaatmos (Pellia) en kegelmos (Conocephalum conicum).

## Fysiognomie
De kegelmos-associatie is fysiognomisch duidelijk gekarakteriseerd. Het vegetatieaspect wordt gevormd door de glanzige, groene kleur van thalleuze levermossen.
De associatie neemt in het landschap slechts zeer kleine oppervlakten in beslag, als lintvormig of puntvormig ontwikkelde microgemeenschappen.

## Ecologie

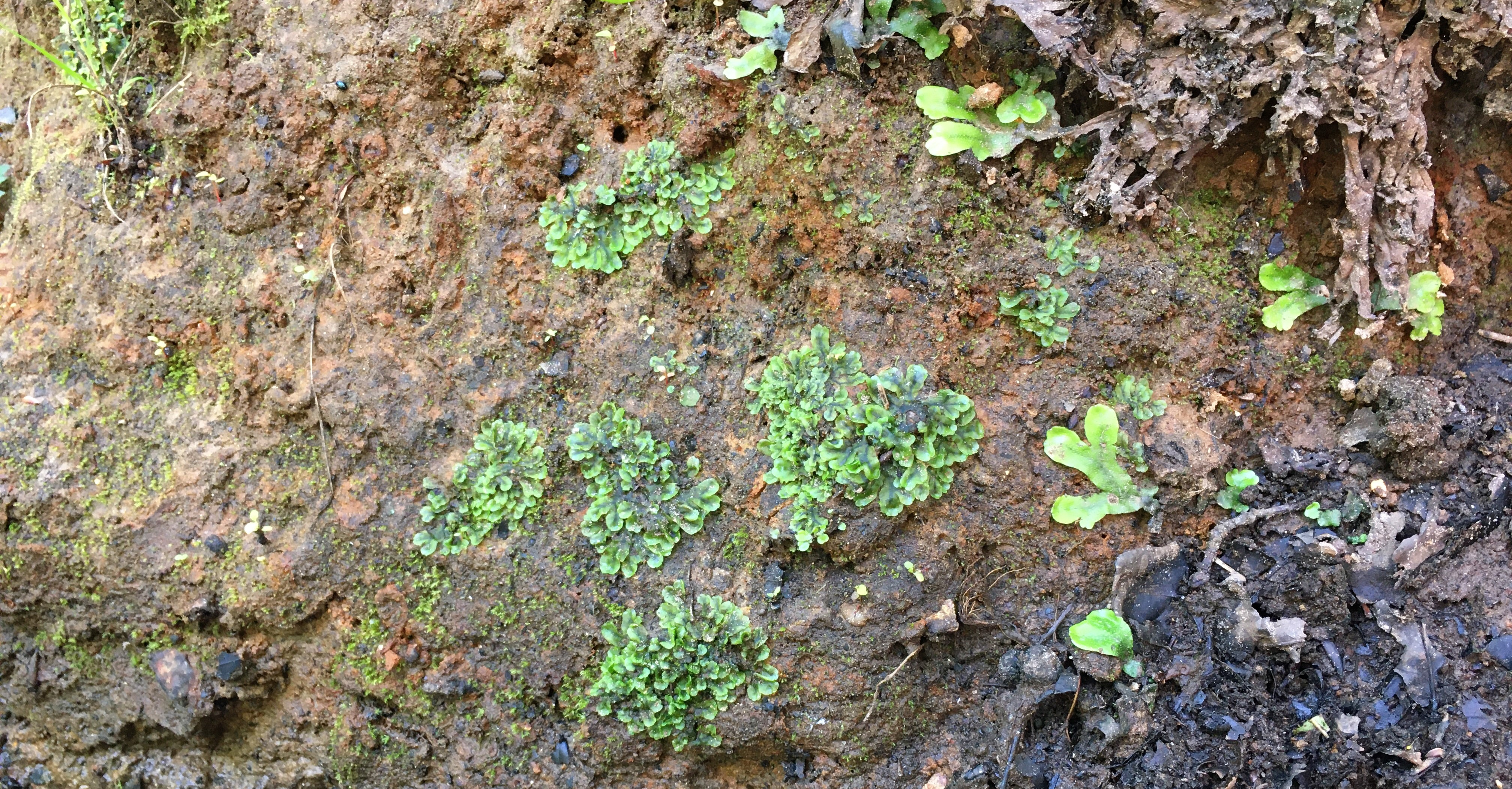
De kegelmos-associatie in regenererende toestand na afkalving van de beekoever.

De kegelmos-associatie is een typisch vegetatietype van beschaduwde (delen van) beken. Het groeit hoofdzakelijk op zeer steile (tot 90°) oevers van de beek. Doorgaans strekt de associatie zich uit tot ± 1 m boven de gemiddelde waterspiegel. De associatie kan tijdens piekafvoeren (in de lente) korte tijd onder de waterspiegel komen te staan; dikwijls betreft dit enkele dagen tot hoogstens drie weken.
Bij het uitgegraven van bosbeken (dat onder andere veel gebeurde in de 19e eeuw) zijn veelal diepere insnijdingen met steilkantvormige oevers gemaakt die na lange tijd door de beek zelf langzaam een natuurlijker karakter kregen. Dergelijke, oorspronkelijk door de mens gemaakte bosbeekoevers zijn na lange tijd tot een van de belangrijkste standplaatsen van de kegelmos-associatie geworden.

## Subassociaties in Nederland en Vlaanderen
Binnen de kegelmos-associatie worden in Nederland en Vlaanderen drie subassociaties onderscheiden.

### Subassociatie met gewoon plakkaatmos
Een subassociatie met gewoon plakkaatmos (Pellio-Conocephaletum pellietosum epiphyllae) komt vooral voor op kalkarmer, zandig substraat en op met slib bedekte stenen. In Nederland is deze subassociatie beperkt tot de hogere zandgronden. De Nederlandse syntaxoncode (conform de rVvN) voor deze subassociatie is r07Aa03a.

### Subassociatie met rood sterrenmos

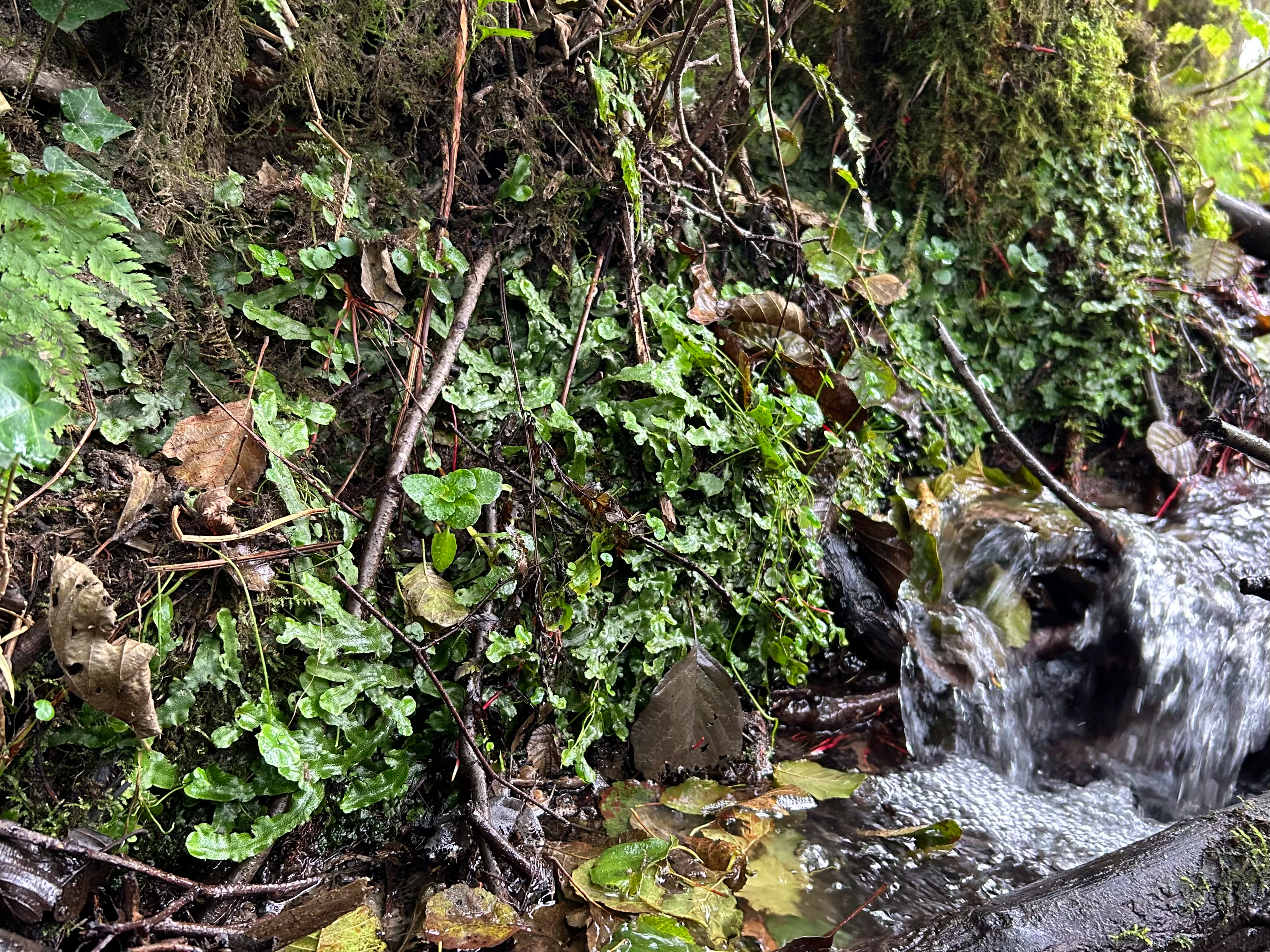
Close-up van de subassociatie met rood sterrenmos in de herfst.

Een subassociatie met rood sterrenmos (Pellio-Conocephaletum mnietosum marginati) wordt gedifferentieerd door rood sterrenmos, ongezoomd sterrenmos, gekroesd plakkaatmos, halvemaantjesmos en gewoon diknerfmos. De Nederlandse syntaxoncode (conform de rVvN) voor deze subassociatie is r07Aa03b.

### Arme subassociatie

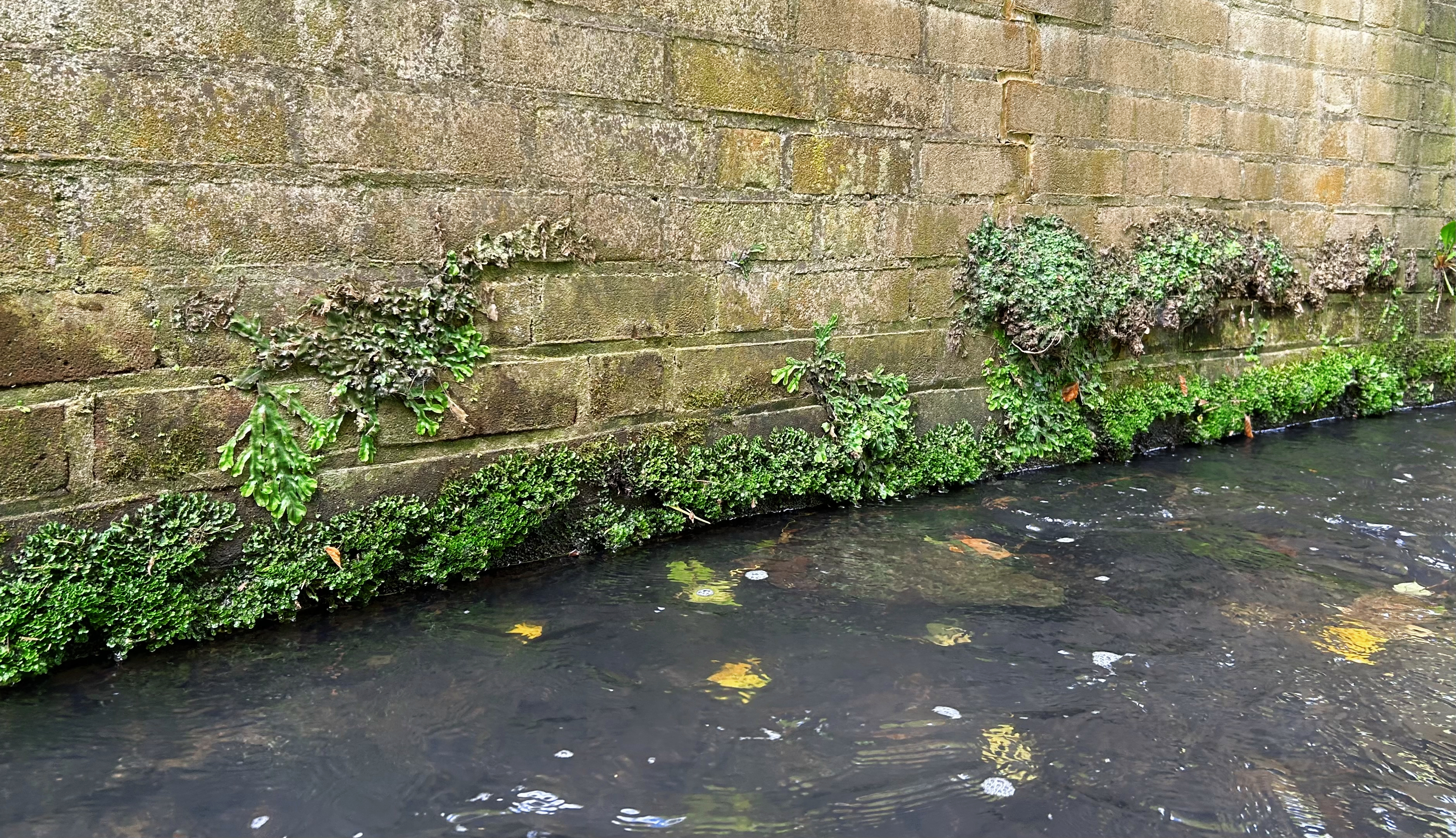
Herfstaspect van de arme subassociatie op de muurvoet van een waterkerende muur. In het aspect op de foto ziet men codominantie van kegelmos en gekroesd plakkaatmos.

Een arme subassociatie (Pellio-Conocephaletum inops) omvat zeer soortenarme of zelfs eensoortige vegetatie. Deze subassociatie komt vooral voor op waterkerende muren. De Nederlandse syntaxoncode (conform de rVvN) voor deze subassociatie is r07Aa03c.

## Vegetatiezonering
In de vegetatiezonering kan de kegelmos-associatie voorkomen als contactgemeenschap van nogal uiteenlopende formaties. Doordat de associatie dikwijls op zeer steil aflopende beekoevers voorkomt van bosbeken in/langs bossen, staat het aan de bovenzijde dikwijls in direct contact met de desbetreffende bosgemeenschap. Vaak gaat het om vogelkers-essenbos. In meer antropogene milieus staat de kegelmos-associatie vooral op keermuren vaak in contact met vegetatie van de klasse van (spat)watergemeenschappen (zoals vooral de riviervedermos-associatie), de klasse van stippelkorsten en achterlichtmossen of het muurleeuwenbek-verbond.

## Verspreiding
Het verspreidingsgebied van de kegelmos-associatie omvat grote delen van Centraal- en West-Europa. Oostwaarts straalt het verspreidingsgebied uit tot in Roemenië.
In Nederland is de associatie vrij zeldzaam. Twee duidelijke zwaartepunten vindt men in Twente en in Zuid-Limburg.

## Fotogalerij

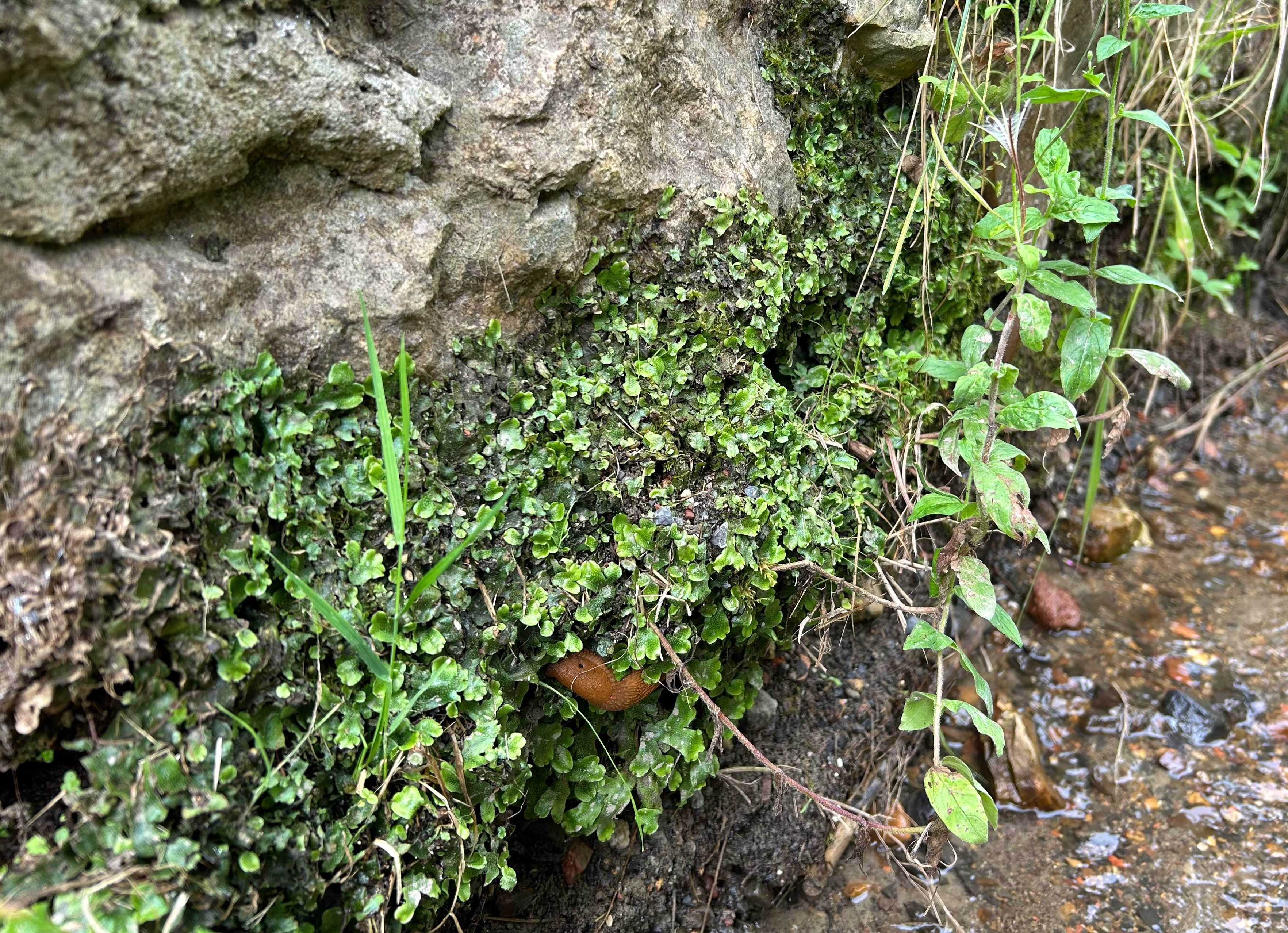
Een close-up van de associatie op een rotsige bronbeekoever
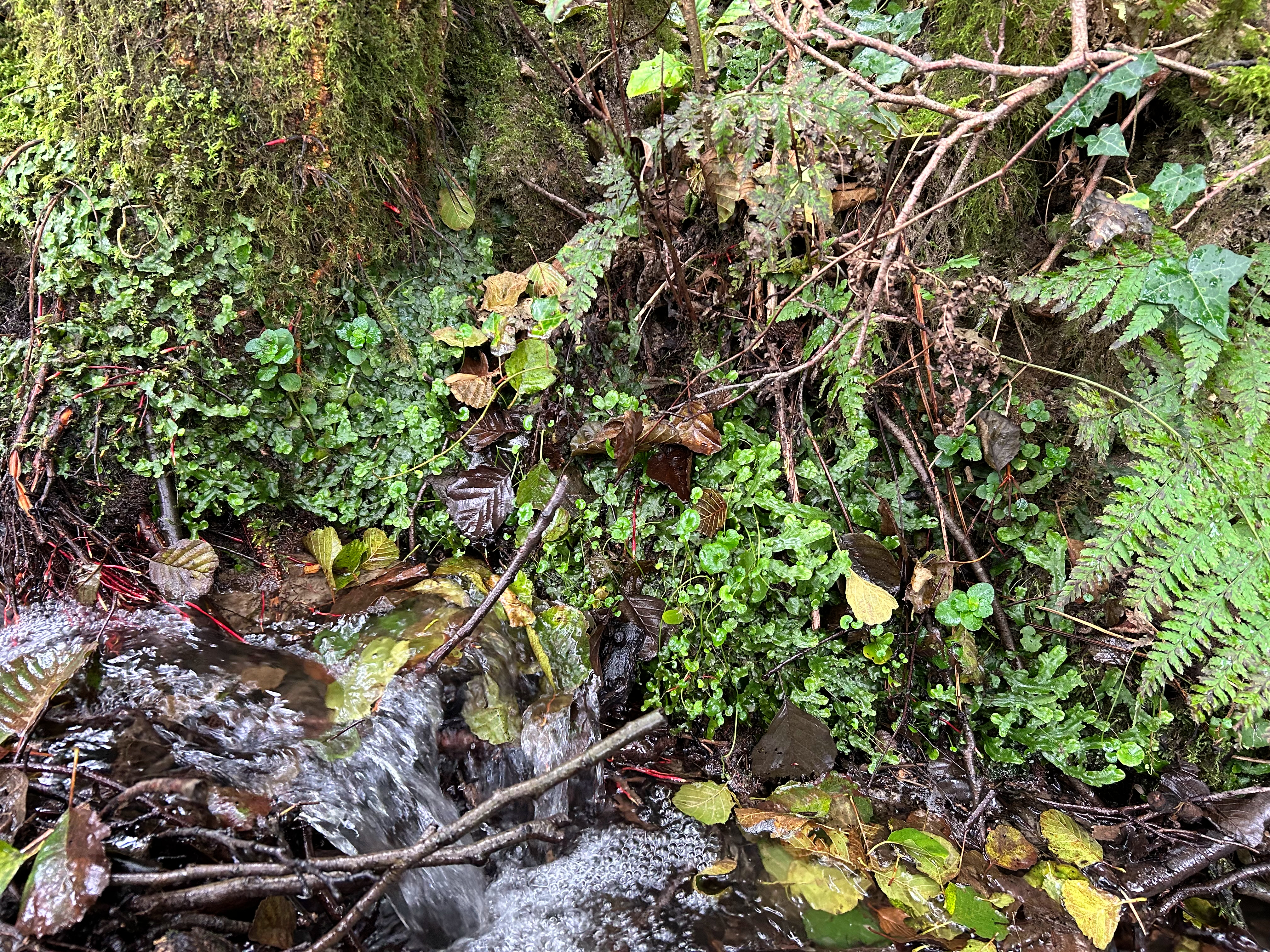
Herfstaspect van de subassociatie met rood sterrenmos
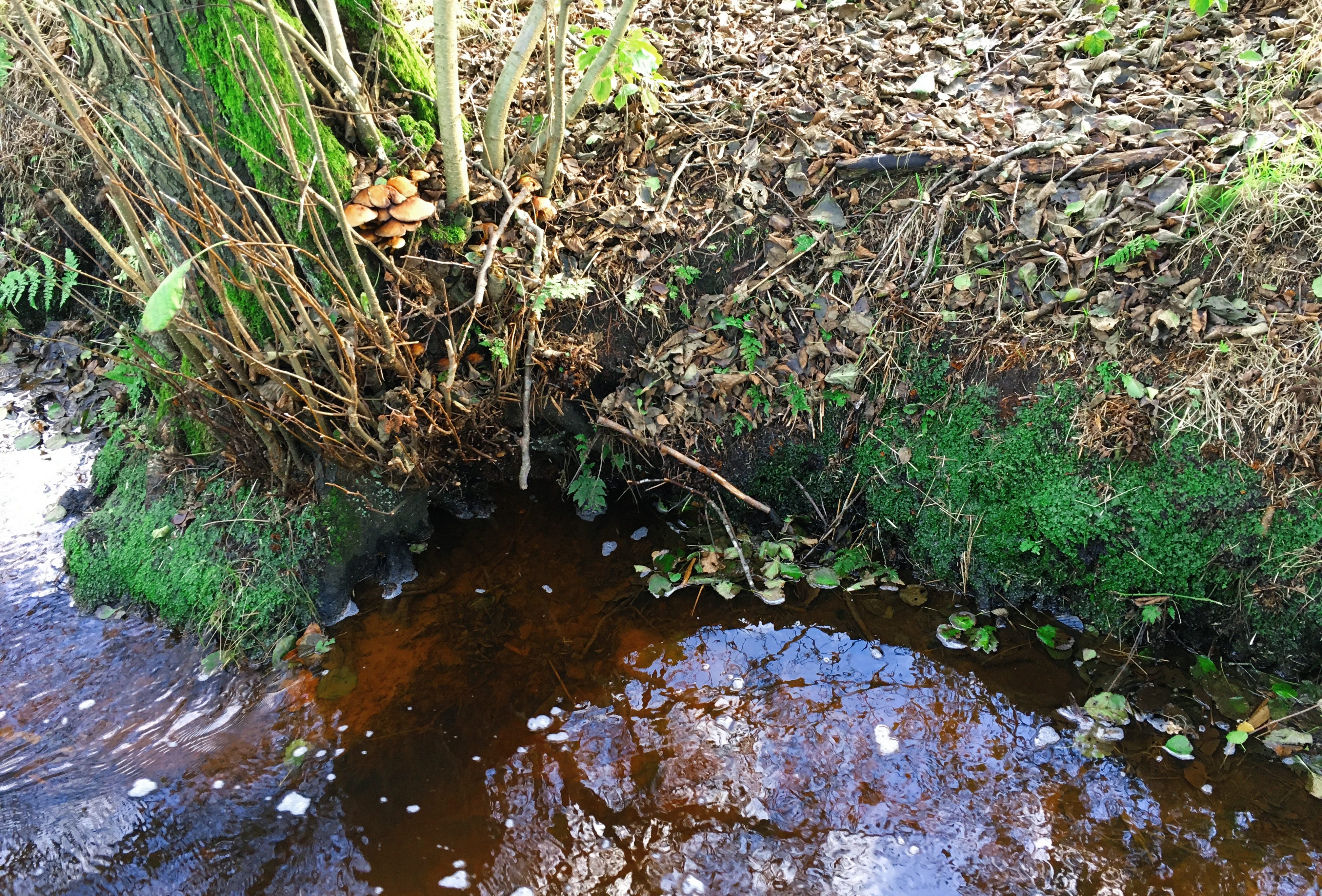
Herfstaspect van de subassociatie met gewoon plakkaatmos
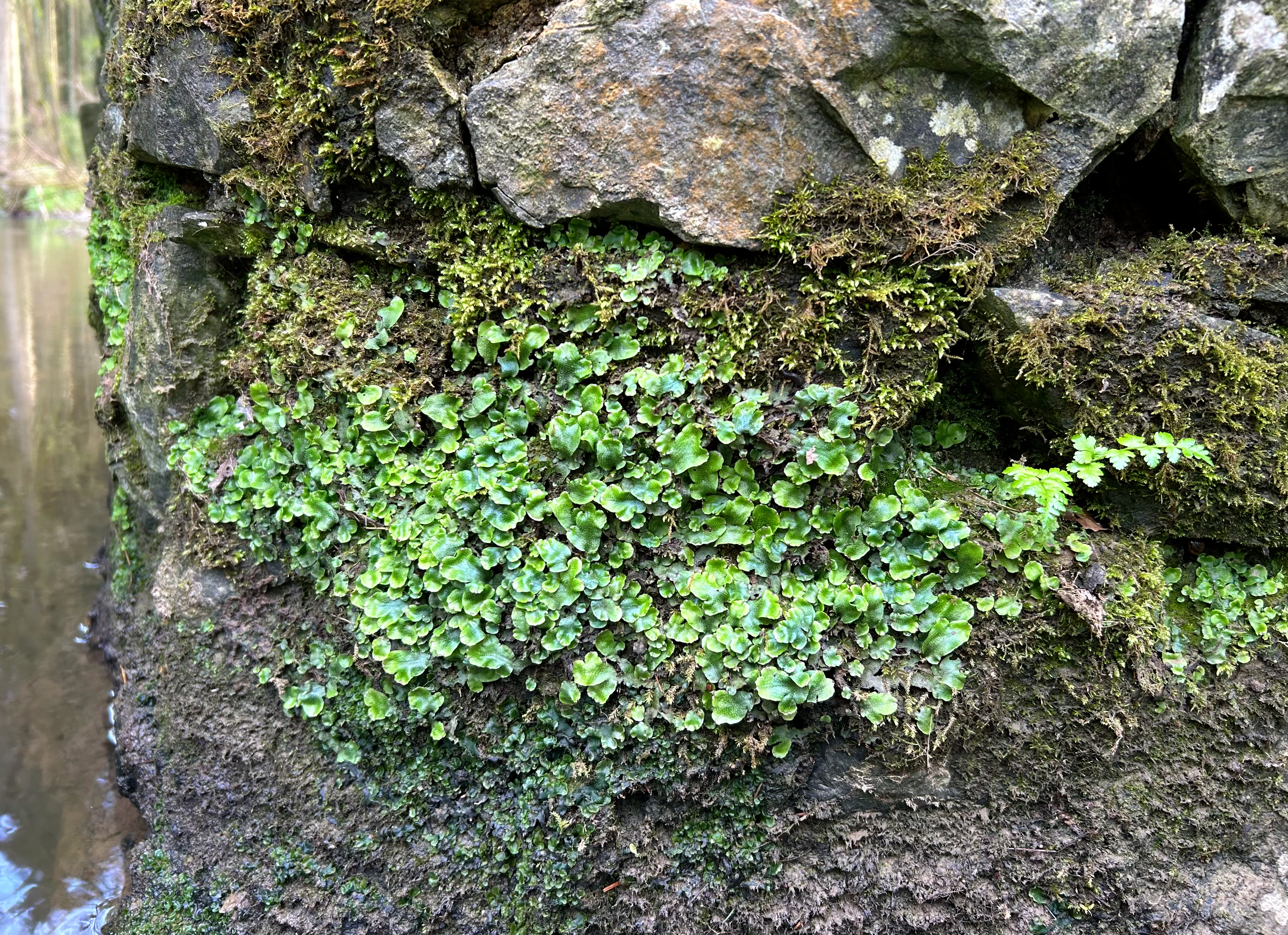
Een close-up van de associatie op een beslibde beekbeschoeiing